# Michel Macquet
Michel Pierre Raymond Macquet (Amiens, 3 aprile 1932 – Le Crotoy, 27 ottobre 2002) è stato un giavellottista, pallamanista e ginnasta francese.

## Biografia
Fu membro dei vigili del fuoco di Parigi nei primi anni cinquanta del XX secolo, fu scoperto nel 1949 durante una partita di pallamano da Pierre Sprecher, campione mondiale universitario di pentathlon nel 1947 a Parigi. 
Venne allenato da Jacques Dudal al Racing Club de France. Ai Giochi del Mediterraneo di Barcellona 1955, vinse la medaglia d'oro nel lancio del giavellotto, precedendo sul podio l'italiano Francesco Ziggiotti e lo spagnolo Pedro Apellaniz.
Ha gareggiato nel giavellotto a tre edizioni consecutive dei Giochi olimpici estivi Melbourne 1956, Roma 1960 e Tokyo 1964, dove ha ottenuto rispettivamente il settimo posto in finale e il quindicesimo e diciottesimo posto in semifinale. Fu designato alfiere della Francia nella spedizione del 1964 nel Paese nipponico. 
Venne soprannominato braccio di ferro (in francese Bras de fer) e fu capitano della nazionale di atletica dal 1957 al 1964.
Con Pierre Alard (disco), Pierre Colnard (peso) e Guy Husson (martello), formò il Quartetto francese dei moschettieri dal lancio negli anni sessanta.
Nella pallamano ha ottenuto 20 presenze in nazionale nelle specialità a 11 e a 7.
Il generale Charles de Gaulle gli conferì la medaglia di Ufficiale dell'Ordine Nazionale al Merito.
Suo figlio, anche lui di nome Michel, nato nel 1953, divenne nazionale francese nel giavellotto.
Suo nipote, anche lui di nome Michel, nato nel 1976, divenne atleta di alto livello nelle discipline del parapendio acrobatico e del parapendio di fondo. Partecipò a molte competizioni internazionali, tra cui i Campionati del Mondo 2012.

## Palmarès
| Anno | Manifestazione          | Sede       | Evento                 | Risultato | Prestazione | Note              |
| ---- | ----------------------- | ---------- | ---------------------- | --------- | ----------- | ----------------- |
| 1955 | Giochi del Mediterraneo | Barcellona | Lancio del giavellotto | Oro       | 69,00 m     | Record dei Giochi |
| 1956 | Giochi olimpici         | Melbourne  | Lancio del giavellotto | 7º        | 71,84 m     |                   |
| 1958 | Europei                 | Stoccolma  | Lancio del giavellotto | 4º        | 75,18 m     |                   |
| 1960 | Giochi olimpici         | Roma       | Lancio del giavellotto | 8º (Q)    | 73,74       |                   |
| 1958 | Europei                 | Belgrado   | Lancio del giavellotto | 20º       | 69,22 m     |                   |
| 1964 | Giochi olimpici         | Tokyo      | Lancio del giavellotto | 18º (Q)   | 69,35 m     |                   |